# Norbert Trautmann
Norbert Günter Trautmann (* 1939 in Straubing) ist ein deutscher Chemiker. Bis zu seiner Pensionierung war er Betriebsleiter des Forschungsreaktors TRIGA Mainz. Schwerpunkte seiner Forschungen war die schnelle chemische Trennung von Spaltproduktgemischen, die Chemie der schwersten Elemente und die Ultraspurenanalyse mit der Resonanzionisations-Massenspektrometrie mit Laseranregung.
Trautmann studierte Chemie an der Johannes-Gutenberg-Universität in Mainz und promovierte 1968 in Kernchemie. Seine Post-Doc-Zeit verbrachte er in Berkeley bei Glenn T. Seaborg und Albert Ghiorso. Fritz Straßmann warb ihn für Mainz zurück. Danach war er zunächst stellvertretender und ab 1991 für 15 Jahre Betriebsleiter des Forschungsreaktors Mainz.
1984 zeichnete ihn die Fachgruppe Nuklearchemie in der Gesellschaft Deutscher Chemiker mit dem Fritz-Straßmann-Preis aus. 1990 erhielt er gemeinsam mit Heinz-Jürgen Kluge den Helmholtz-Preis im Bereich Physikalische Messtechnik in Medizin und Umweltschutz. 1998 wurde ihm zusammen mit Jens Volker Kratz vom Institut für Kernchemie, Mainz, und Hans Blix der Otto-Hahn-Preis der Stadt Frankfurt am Main verliehen. März 2007 erhielt er den Glenn T. Seaborg Award for Nuclear Chemistry der American Chemical Society. Am 17. Dezember 2008 wurde Norbert Trautmann die Honorarprofessur im Rahmen eines Festsymposiums zur Entdeckung der Kernspaltung vor 70 Jahren an der Universität Mainz verliehen. Am 30. November 2010 wurde er vom Ministerpräsidenten des Landes Rheinland-Pfalz Kurt Beck mit dem Landesverdienstorden ausgezeichnet. 2019 erhielt er die Ehrenmedaille der Johannes-Gutenberg-Universität Mainz.